# Uherce (stacja kolejowa)
Uherce – stacja kolejowa w Uhercach Mineralnych, w województwie podkarpackim, w Polsce.
Stacja obsługuje wyłącznie weekendowe, wakacyjne połączenie TLK do Krakowa Głównego oraz Łupkowa. Obecnie (2021) stacja stanowi stację początkową trasy Bieszczadzkich Drezyn Rowerowych.

## Ruch pasażerski
| Rok  | Wymiana pasażerska na dobę |
| ---- | -------------------------- |
| 2017 | –                          |
| 2022 | 0-9                        |